# Shakespear's Sister
Shakespears Sister (även Shakespear's Sister och Shakespeare's Sister) är en brittisk popakt som består av Siobhan Fahey (tidigare Bananarama) och Marcella Detroit. Duon fick sin första hit 1989 med "You're History". "Stay" från 1992 är Shakespears Sisters mest kända låt; den toppade Englandslistan i åtta veckor. Duon splittrades 1993. Siobhan Fahey fortsatte därefter under många år som soloartist under namnet Shakespears Sister. 
Begreppet "Shakespeare's Sister" myntades av Virginia Woolf 1929 i den feministiska essän Ett eget rum. 1985 släppte The Smiths en singel med samma namn. Oftast anges att akten tog sitt namn efter The Smiths låt.

## Återförening
I maj 2019 meddelade Fahey och Detroit att de återförenats. Singeln ”All the Queen's Horses” släpptes den 15 maj samma år och var då deras första samarbete på 27 år. I samband med detta annonserade bandet en Englandsturné med start den 31 oktober 2019. I juli samma år släpptes samlingsalbumet Singles Party. Den 4 september 2019 släpptes den andra singeln, ”When She Find's You”, från EP:n Ride Again som kom ut den 25 oktober samma år. Singeln ”When She Find's You” var ett samarbete med Richard Hawley som också deltog i den tillhörande videon.

## Diskografi
(Högsta placering på svenska topplistan inom parentes, om uppgift funnits)

### Studioalbum
- 1989 – Sacred Heart (30)
- 1992 – Hormonally Yours (25)
- 2004 – #3
- 2009 – Songs From The Red Room
- 2019 – Ride Again EP

### Samlingsalbum
- 2004 – The Best of Shakespear's Sister
- 2005 – Long Live the Queens!
- 2019 – Singles Party

### Singlar
- 1988 – "Break My Heart (You Really)"/"Heroine"
- 1989 – "Heroine" (Förenta Staterna och Kanada)
- 1989 – "You're History"
- 1989 – "Run Silent"
- 1990 – "Dirty Mind"
- 1991 – "Goodbye Cruel World"
- 1992 – "Stay"
- 1992 – "I Don't Care"
- 1992 – "Goodbye Cruel World" (återutgivning)
- 1992 – "Hello (Turn Your Radio On)"
- 1993 – "My 16th Apology"
- 1996 – "I Can Drive"
- 2009 – "It's A Trip"
- 2019 – ”All the Queen's Horses”
- 2019 – ”When She Find's You”